# Liste der Nummer-eins-R&B-Alben in den USA (1998)
Dies ist eine Liste der Nummer-eins-Alben in den von Billboard ermittelten Verkaufscharts für R&B-Alben in den USA im Jahr 1998. In diesem Jahr gab es sechsundzwanzig Nummer-eins-Alben.
| ← 1997 ← | Liste der Nummer-eins-R&B-Alben in den USA | Liste der Nummer-eins-R&B-Alben in den USA | Liste der Nummer-eins-R&B-Alben in den USA | 1999 →                    |
| \| Zeitraum \| Wo. ges. \| Interpret \| Titel \| Zusätzliche Informationen \| \| (Zeitraum, Wochen auf Platz eins, Interpret, Titel, zusätzliche Informationen) \| \| \| \| \| \| ------------------------------------------------------------------------------ \| -------- \| ---------------------------------- \| ----------------------------------------- \| ------------------------- \| \| 27. Dezember 1997 – 2. Januar 1998 1 Woche (insgesamt 1) \| 1 \| Erykah Badu \| Live[1] \| – \| \| 3. Januar 1998 – 9. Januar 1998 1 Woche (insgesamt 3) \| 3 \| 2Pac \| R U Still Down? (Remember Me)[2] \| – \| \| 10. Januar 1998 – 30. Januar 1998 3 Wochen (insgesamt 3) \| 3 \| Usher \| My Way[3] \| – \| \| 31. Januar 1998 – 6. Februar 1998 1 Woche (insgesamt 1) \| 1 \| The Lox \| Money, Power & Respect[4] \| – \| \| 7. Februar 1998 – 13. Februar 1998 1 Woche (insgesamt 1) \| 1 \| Young Bleed \| My Balls and My Word[5] \| – \| \| 14. Februar 1998 – 6. März 1998 3 Wochen (insgesamt 3) \| 3 \| Brian McKnight \| Anytime[6] \| – \| \| 7. März 1998 – 20. März 1998 2 Wochen (insgesamt 3) \| 3 \| Silkk the Shocker \| Charge It 2 da Game[7] \| – \| \| 21. März 1998 – 27. März 1998 1 Woche (insgesamt 1) \| 1 \| Scarface \| My Homies[8] \| – \| \| 28. März 1998 – 10. April 1998 2 Wochen (insgesamt 2) \| 2 \| C-Murder \| Life or Death[9] \| – \| \| 11. April 1998 – 17. April 1998 1 Woche (insgesamt 1) \| 1 \| Cappadonna \| The Pillage[10] \| – \| \| 18. April 1998 – 24. April 1998 1 Woche (insgesamt 1) \| 1 \| Gang Starr \| Moment of Truth[11] \| – \| \| 25. April 1998 – 15. Mai 1998 3 Wochen (insgesamt 3) \| 3 \| Original Motion Picture Soundtrack \| I Got the Hook-Up[12] \| – \| \| 16. Mai 1998 – 22. Mai 1998 1 Woche (insgesamt 1) \| 1 \| Big Pun \| Capital Punishment[13] \| – \| \| 23. Mai 1998 – 29. Mai 1998 1 Woche (insgesamt 1) \| 1 \| Fiend \| There’s One in Every Family[14] \| – \| \| 30. Mai 1998 – 5. Juni 1998 1 Woche (insgesamt 2) \| 2 \| Big Pun \| Capital Punishment \| – \| \| 6. Juni 1998 – 19. Juni 1998 2 Wochen (insgesamt 2) \| 2 \| DMX \| It’s Dark and Hell Is Hot[15] \| – \| \| 20. Juni 1998 – 17. Juli 1998 4 Wochen (insgesamt 4) \| 4 \| Master P \| MP da Last Don[16] \| – \| \| 18. Juli 1998 – 24. Juli 1998 1 Woche (insgesamt 1) \| 1 \| Def Squad \| El Niño[17] \| – \| \| 25. Juli 1998 – 31. Juli 1998 1 Woche (insgesamt 1) \| 1 \| Kane & Abel \| Am I My Brother’s Keeper[18] \| – \| \| 1. August 1998 – 7. August 1998 1 Woche (insgesamt 1) \| 1 \| Noreaga \| N.O.R.E.[19] \| – \| \| 8. August 1998 – 21. August 1998 2 Wochen (insgesamt 2) \| 2 \| Jermaine Dupri \| Life in 1472[20] \| – \| \| 22. August 1998 – 11. September 1998 3 Wochen (insgesamt 3) \| 3 \| Snoop Dogg \| Da Game Is to Be Sold, Not to Be Told[21] \| – \| \| 12. September 1998 – 16. Oktober 1998 5 Wochen (insgesamt 5) \| 5 \| Lauryn Hill \| The Miseducation of Lauryn Hill[22] \| – \| \| 17. Oktober 1998 – 27. November 1998 6 Wochen (insgesamt 6) \| 6 \| Jay-Z \| Vol. 2… Hard Knock Life[23] \| – \| \| 28. November 1998 – 4. Dezember 1998 1 Woche (insgesamt 1) \| 1 \| R. Kelly \| R.[24] \| – \| \| 5. Dezember 1998 – 11. Dezember 1998 1 Woche (insgesamt 1) \| 1 \| Method Man \| Tical 2000: Judgement Day[25] \| – \| \| 12. Dezember 1998 – 25. Dezember 1998 2 Wochen (insgesamt 2) \| 2 \| 2Pac \| Greatest Hits[26] \| – \| |                                            |                                            |                                            |                           |
| ← 1997 |                                            |                                            |                                            | → 1999 →                  |
| Zeitraum | Wo. ges.                                   | Interpret                                  | Titel                                      | Zusätzliche Informationen |
| (Zeitraum, Wochen auf Platz eins, Interpret, Titel, zusätzliche Informationen) |                                            |                                            |                                            |                           |
| 27. Dezember 1997 – 2. Januar 1998 1 Woche (insgesamt 1) | 1                                          | Erykah Badu                                | Live                                       | –                         |
| 3. Januar 1998 – 9. Januar 1998 1 Woche (insgesamt 3) | 3                                          | 2Pac                                       | R U Still Down? (Remember Me)              | –                         |
| 10. Januar 1998 – 30. Januar 1998 3 Wochen (insgesamt 3) | 3                                          | Usher                                      | My Way                                     | –                         |
| 31. Januar 1998 – 6. Februar 1998 1 Woche (insgesamt 1) | 1                                          | The Lox                                    | Money, Power & Respect                     | –                         |
| 7. Februar 1998 – 13. Februar 1998 1 Woche (insgesamt 1) | 1                                          | Young Bleed                                | My Balls and My Word                       | –                         |
| 14. Februar 1998 – 6. März 1998 3 Wochen (insgesamt 3) | 3                                          | Brian McKnight                             | Anytime                                    | –                         |
| 7. März 1998 – 20. März 1998 2 Wochen (insgesamt 3) | 3                                          | Silkk the Shocker                          | Charge It 2 da Game                        | –                         |
| 21. März 1998 – 27. März 1998 1 Woche (insgesamt 1) | 1                                          | Scarface                                   | My Homies                                  | –                         |
| 28. März 1998 – 10. April 1998 2 Wochen (insgesamt 2) | 2                                          | C-Murder                                   | Life or Death                              | –                         |
| 11. April 1998 – 17. April 1998 1 Woche (insgesamt 1) | 1                                          | Cappadonna                                 | The Pillage                                | –                         |
| 18. April 1998 – 24. April 1998 1 Woche (insgesamt 1) | 1                                          | Gang Starr                                 | Moment of Truth                            | –                         |
| 25. April 1998 – 15. Mai 1998 3 Wochen (insgesamt 3) | 3                                          | Original Motion Picture Soundtrack         | I Got the Hook-Up                          | –                         |
| 16. Mai 1998 – 22. Mai 1998 1 Woche (insgesamt 1) | 1                                          | Big Pun                                    | Capital Punishment                         | –                         |
| 23. Mai 1998 – 29. Mai 1998 1 Woche (insgesamt 1) | 1                                          | Fiend                                      | There’s One in Every Family                | –                         |
| 30. Mai 1998 – 5. Juni 1998 1 Woche (insgesamt 2) | 2                                          | Big Pun                                    | Capital Punishment                         | –                         |
| 6. Juni 1998 – 19. Juni 1998 2 Wochen (insgesamt 2) | 2                                          | DMX                                        | It’s Dark and Hell Is Hot                  | –                         |
| 20. Juni 1998 – 17. Juli 1998 4 Wochen (insgesamt 4) | 4                                          | Master P                                   | MP da Last Don                             | –                         |
| 18. Juli 1998 – 24. Juli 1998 1 Woche (insgesamt 1) | 1                                          | Def Squad                                  | El Niño                                    | –                         |
| 25. Juli 1998 – 31. Juli 1998 1 Woche (insgesamt 1) | 1                                          | Kane & Abel                                | Am I My Brother’s Keeper                   | –                         |
| 1. August 1998 – 7. August 1998 1 Woche (insgesamt 1) | 1                                          | Noreaga                                    | N.O.R.E.                                   | –                         |
| 8. August 1998 – 21. August 1998 2 Wochen (insgesamt 2) | 2                                          | Jermaine Dupri                             | Life in 1472                               | –                         |
| 22. August 1998 – 11. September 1998 3 Wochen (insgesamt 3) | 3                                          | Snoop Dogg                                 | Da Game Is to Be Sold, Not to Be Told      | –                         |
| 12. September 1998 – 16. Oktober 1998 5 Wochen (insgesamt 5) | 5                                          | Lauryn Hill                                | The Miseducation of Lauryn Hill            | –                         |
| 17. Oktober 1998 – 27. November 1998 6 Wochen (insgesamt 6) | 6                                          | Jay-Z                                      | Vol. 2… Hard Knock Life                    | –                         |
| 28. November 1998 – 4. Dezember 1998 1 Woche (insgesamt 1) | 1                                          | R. Kelly                                   | R.                                         | –                         |
| 5. Dezember 1998 – 11. Dezember 1998 1 Woche (insgesamt 1) | 1                                          | Method Man                                 | Tical 2000: Judgement Day                  | –                         |
| 12. Dezember 1998 – 25. Dezember 1998 2 Wochen (insgesamt 2) | 2                                          | 2Pac                                       | Greatest Hits                              | –                         |